# Ahigal de Villarino
Ahigal de Villarino é um município da Espanha na província de Salamanca, comunidade autónoma de Castela e Leão, de área 24,07 km² com população de 42 habitantes (2004) e densidade populacional de 1,74 hab/km².

## Demografia
| Variação demográfica do município entre 1991 e 2004 | Variação demográfica do município entre 1991 e 2004 | Variação demográfica do município entre 1991 e 2004 | Variação demográfica do município entre 1991 e 2004 |
| --------------------------------------------------- | --------------------------------------------------- | --------------------------------------------------- | --------------------------------------------------- |
| 1991                                                | 1996                                                | 2001                                                | 2004                                                |
| 49                                                  | 43                                                  | 42                                                  |                                                     |